# Emilio Wilhelm Ramsøe
Emilio Wilhelm Ramsøe, född 7 februari 1837 i Köpenhamn, död 17 april 1895 i Roskilde, var en dansk dirigent och tonsättare.
Ramsøe erhöll redan vid 17 års ålder platsen som musikdirektör vid Millers skådespelarsällskap och några år senare dirigerade han i Alhambras konsertsal. Åren 1864–75 var han som dirigent knuten till Folketeatret, där han komponerade och arrangerade musiken till en stor mängd teaterpjäser. Han reste därefter till Stockholm och verkade därefter ett tiotal år i Sankt Petersburg som dirigent vid först den ryska, senare den franska teatern. Förutom teatermusik komponerade han en del dansmusik och fem kvartetter for bleckblåsare.